# June Brown
June Muriel Brown MBE, född 16 februari 1927 i Needham Market, Suffolk, död 3 april 2022 i Surrey, var en brittisk skådespelare. 
Hon är mest känd för sin roll som Dot Cotton i BBC-såpoperan Eastenders; en roll hon spelade från 1985 fram till 1993 och sedan från 1997 till 2020. År 2005 vann hon priset för bästa kvinnliga skådespelare vid British Soap Awards för sin roll.
Den 30 januari 2016 meddelade Brown att hon hade skrivit på ett kontrakt på 300 000 pund för att fortsätta vara med i ytterligare avsnitt av Eastenders fram till sin 90-årsdag år 2017.